# 5611/5612次列车

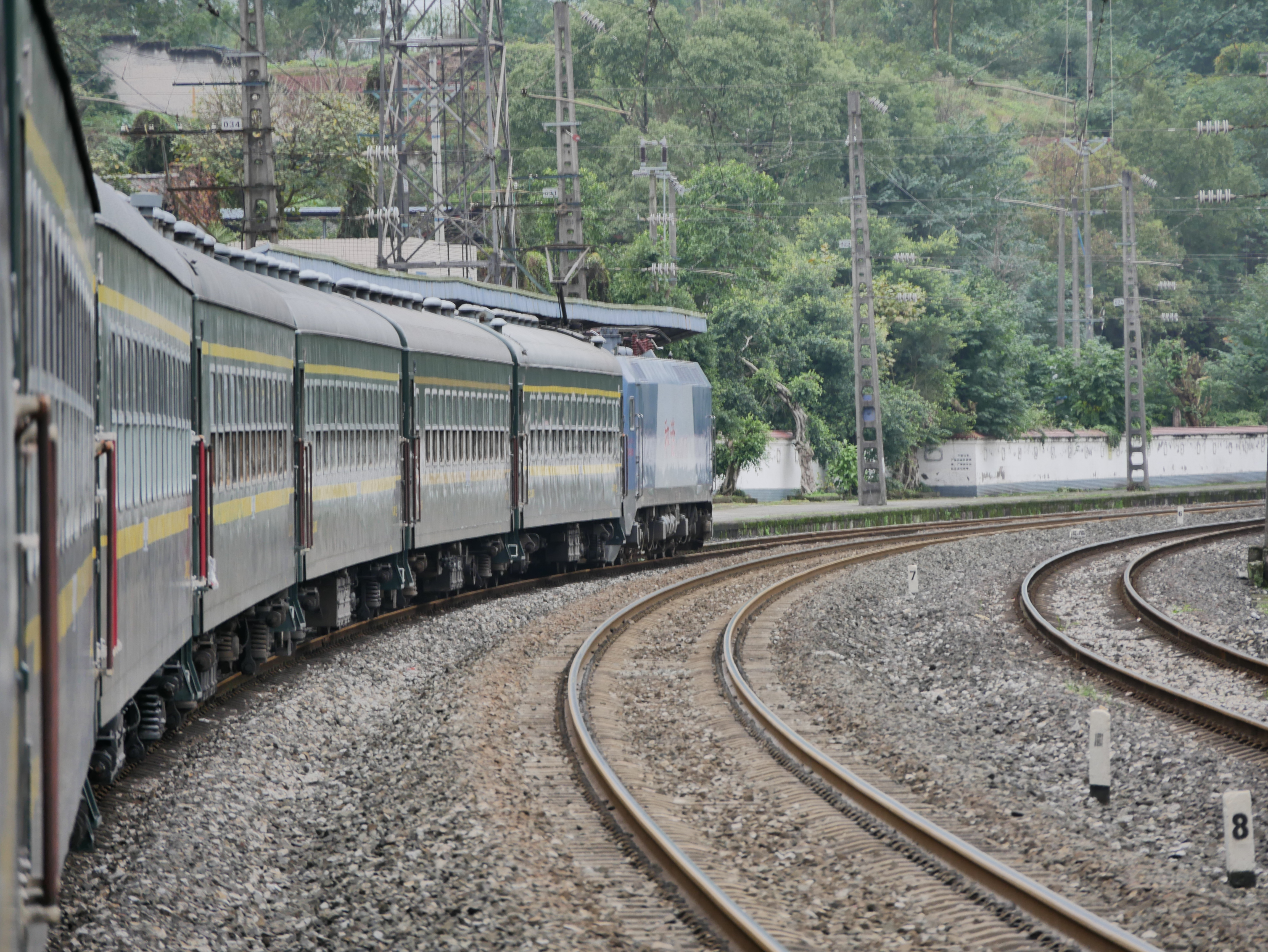
5612次列车行驶在成渝线上

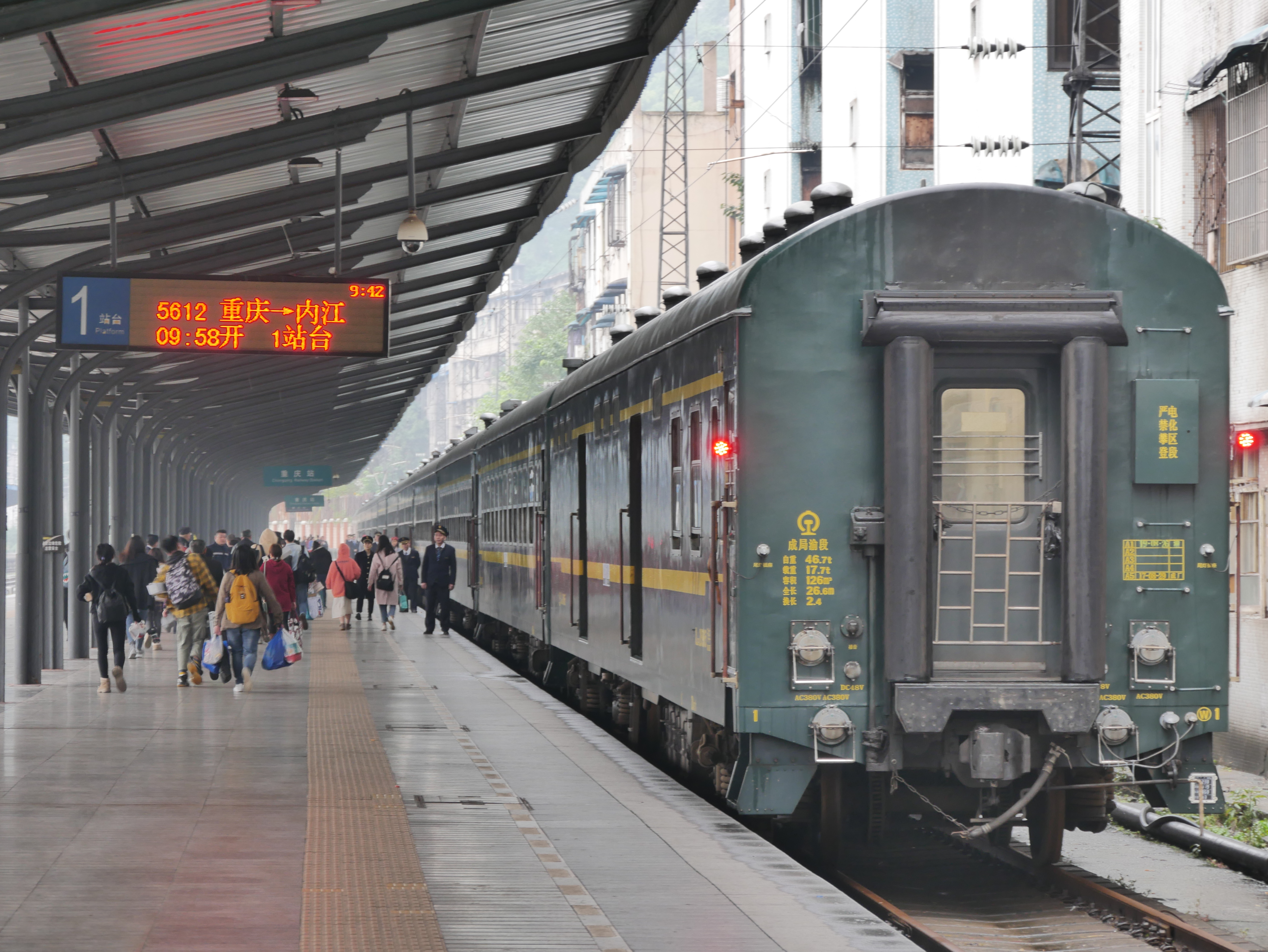
5612次列车于重庆车站始发

5612/5611次列车是中国铁路运行于重庆市江津区至四川省内江之间的普通旅客列车。自成渝铁路开通以来，已连续运行近70年，是目前成渝铁路上仅存的一对旅客列车。现由成都铁路局重庆客运段负责客运任务，列车使用25B型客车，沿成渝铁路运行，途经重庆、四川两省市，全程278公里，其中。江津站至内江站运行5小时54分，使用车次为5612次；内江站至江津站运行6小时23分，使用车次为5611次。
2022年6月20日，重庆站暂停服务，列车起讫站改为重庆南站。
2024年6月14日，重庆南站暂停办理客运服务，列车起讫站改为江津站。2025年7月9日至9月30日，江津站暂停办理客运服务，列车起讫站改为古家沱站。

## 列车编组
5612/5611次为全列硬座列车，由成都局集团重庆客车车辆段（成局渝段）担当，使用11节中国铁路25G型客车。
| 车厢编号 | 2-10         | 11                            |              |
| 车型     | YZ25G 硬座车 | YW25G 硬卧车 （乘务员宿营车） | XL25G 行李车 |
| 配属     | 成局渝段     | 成局渝段                      | 成局渝段     |

## 机车交路
5612/5611次列车全程由中国铁路成都局集团有限公司重庆机务段使用和谐1C型电力机车或和谐3C型电力机车担当江津至内江间机车交路，由重庆机务段机车乘务员值乘。
| 车站区段               | 江津 ↔ 内江                                           |
| 本务机车 配属 司机更替 | 和谐1C型电力机车/和谐3C型电力机车 成局重段 单司机值乘 |